# 鞍馬の火祭
鞍馬の火祭（くらまのひまつり）は、京都府京都市左京区鞍馬にある由岐神社例祭の一つ。京都三大奇祭の一つに数えられる。
集落各所に焚かれたかがり火の中を、氏子が剣鉾（四本鉾と一本鉾）、神輿の綱、松明を持って練り歩いて山門前を目指す。

## 概要
天慶3年（940年）、平安京の内裏に祀られている由岐明神（由岐神社）を都の北方の守護として、また当時頻発した大地震や争いなど相次ぐ世情不安を沈めるために、朱雀天皇の案により鞍馬寺の麓に遷された。この時、鴨川に生えていた葦をかがり火として道々に点灯したほか、遷宮の行列は1kmにも及んだという。これに感激した鞍馬の住民がその出来事と由岐明神の霊験を伝えるために始まったものが起源といわれる。明治時代に行われた神仏分離までは鞍馬寺の主催で行われていた。
なお、祭事は例年10月22日（時代祭と同日）の夜に行われる。
京都市登録無形民俗文化財「鞍馬火祭」（昭和 58 年（1983）6 月 1 日登録）。

## 祭事の流れ
- 18時頃より、「神事にまいらっしゃれ」という神事触れの合図により集落の各戸に積まれたエジと呼ばれる篝火や、松明に点火。
- 初めは主に子どもが「とっくり」などと呼ばれる小さな松明を、その後は大人が比較的大きな松明を持って「サイレイヤ、サイリョウ」（祭礼や、祭礼の意）のかけ声と共に集落内を練り歩き、「仲間」と呼ばれる地域集団それぞれの「宿」（その年の当番）の家へ向かう。
- 20時頃より、各仲間からの大松明が集落内を練り歩いた後鞍馬寺山門前に向かう。各松明は山門前の石段に立てた状態でにひしめき合い、ある程度燃え尽きるとその後石段下の一ヶ所に焼き捨てられ、男たちは神輿の所に移動する。
- 石段奥の注連縄が切られて、八所大明神、由岐大明神の順序で神社から神輿が下る。参道が急なため、スピードが出過ぎないように「綱方」と呼ばれる女性達が綱を牽く（この綱を牽くと安産になると伝えられるので、若い女性が多く参加している）。
- 神輿が降りる際、ふんどし姿の男性が担ぎ棒にぶら下がるが、これを『チョッペン』という。これは元服の儀式であり、鞍馬の男性にとっては一生に一度となる成人の儀式である。
- 神輿が集落内を練り歩き、御旅所に安置される。
- 神楽松明と呼ばれる大松明が奉納され、神楽松明が境内をまわる。神幸祭は終了し、氏子は帰宅する。（24時頃終了）。
- 翌朝、神輿が御旅所から神社に戻る「還幸祭」が行われ、祭事のすべてが終了する。

## 見学者の状況
- 鞍馬集落が狭隘なため、収容できる人数は物理的に限られている。また、集落内は立ち止まって見学することが難しい場所もあり、特に鞍馬寺山門前は見学者が立ち止まることを禁止されるため、神輿が下るシーンなどをよく見える場所で見学することは難しい（一部の氏子関係者や、集落内の民家で見学する際はこの限りではない）。

当日は雑踏警備の一環として、鞍馬寺山門周辺の道路は歩行者一方通行規制が敷かれる。鞍馬駅より山門前（石段下）を経由し鞍馬温泉方面へ向かう途中から道路を外れ、沿道の民家の裏側を流れる川の対岸へ渡ったあと南へ下って鞍馬駅の南方に合流する。
午後3時から翌日午前2時までは交通規制のため、貴船口から鞍馬温泉を経て百井別れまでの区間では一般車両（自転車含む）の通行が全面的に禁止となる。なお、駐輪場が貴船口（鞍馬小学校付近）に開設される。
上記規制により、当日の午後より鞍馬へ向かう交通機関は唯一叡電鞍馬線のみとなるが、この路線は2両編成の山岳路線のため輸送力に限りがあり、増発はされるものの当日夕方の鞍馬行きは乗車するまでに出町柳駅などでかなりの待ち時間が発生する（夜間の復路の乗車も同様である）。なお、鞍馬集落内に収容できる人数を超えた時点で、鞍馬行きの乗車券の販売は中止となる。
火祭り当日の鞍馬駅発出町柳駅行きの最終電車(臨時）は、2019年は鞍馬駅発00：01であった。
太鼓、松明、神輿など祭りに関するすべての物は神が宿ると考えられているので、関係者以外は一切触れることができない。

## 画像

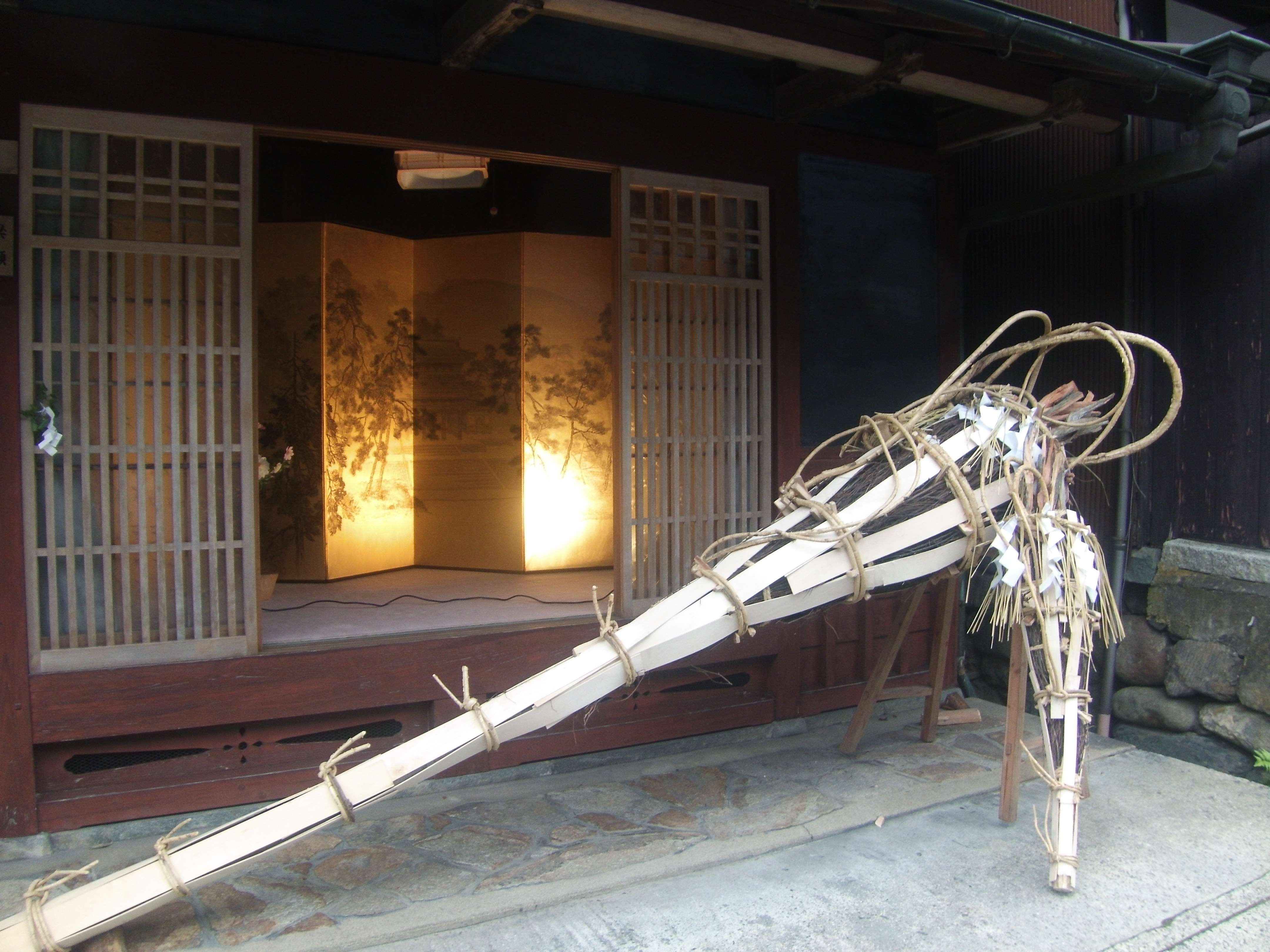
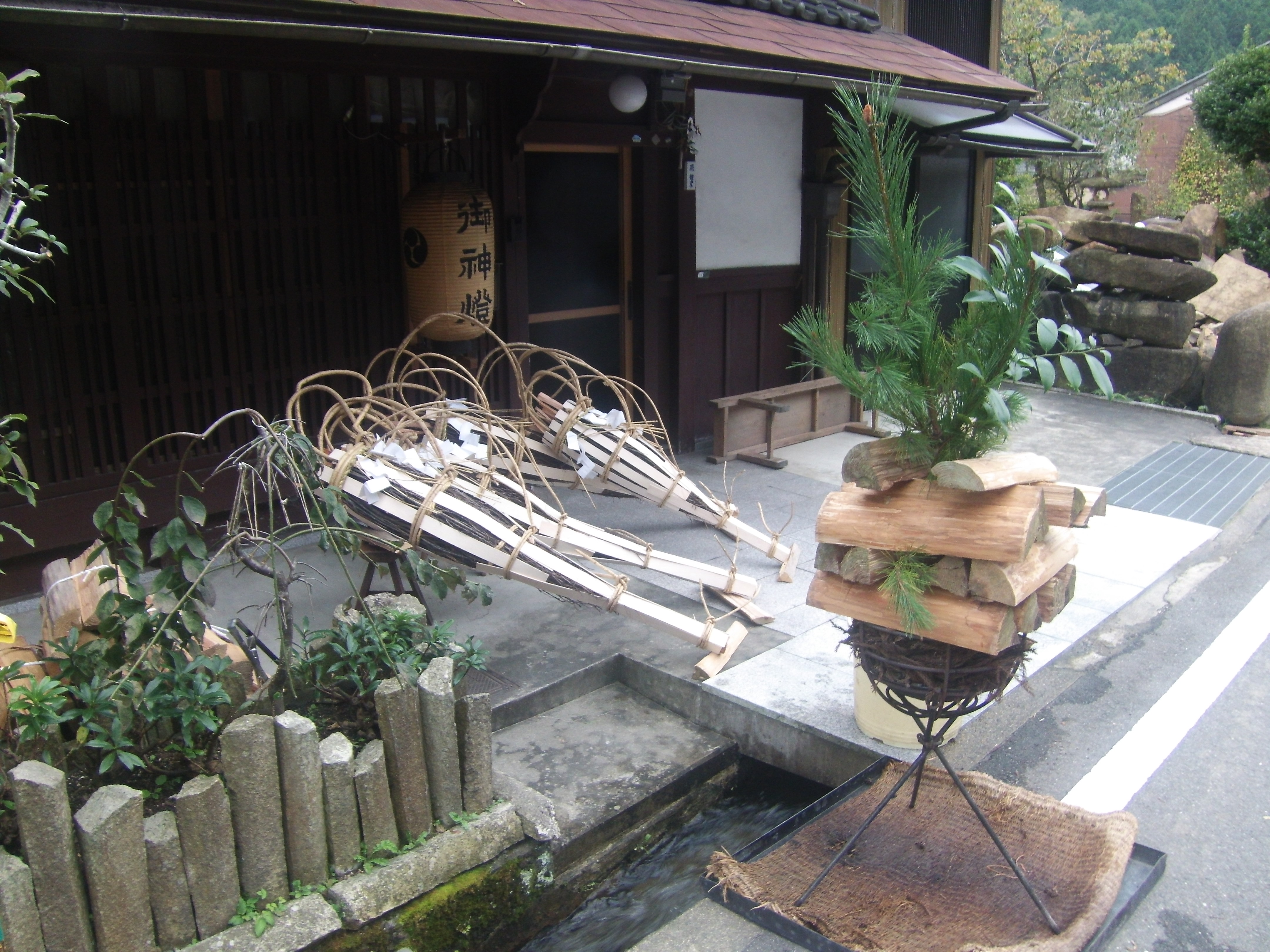
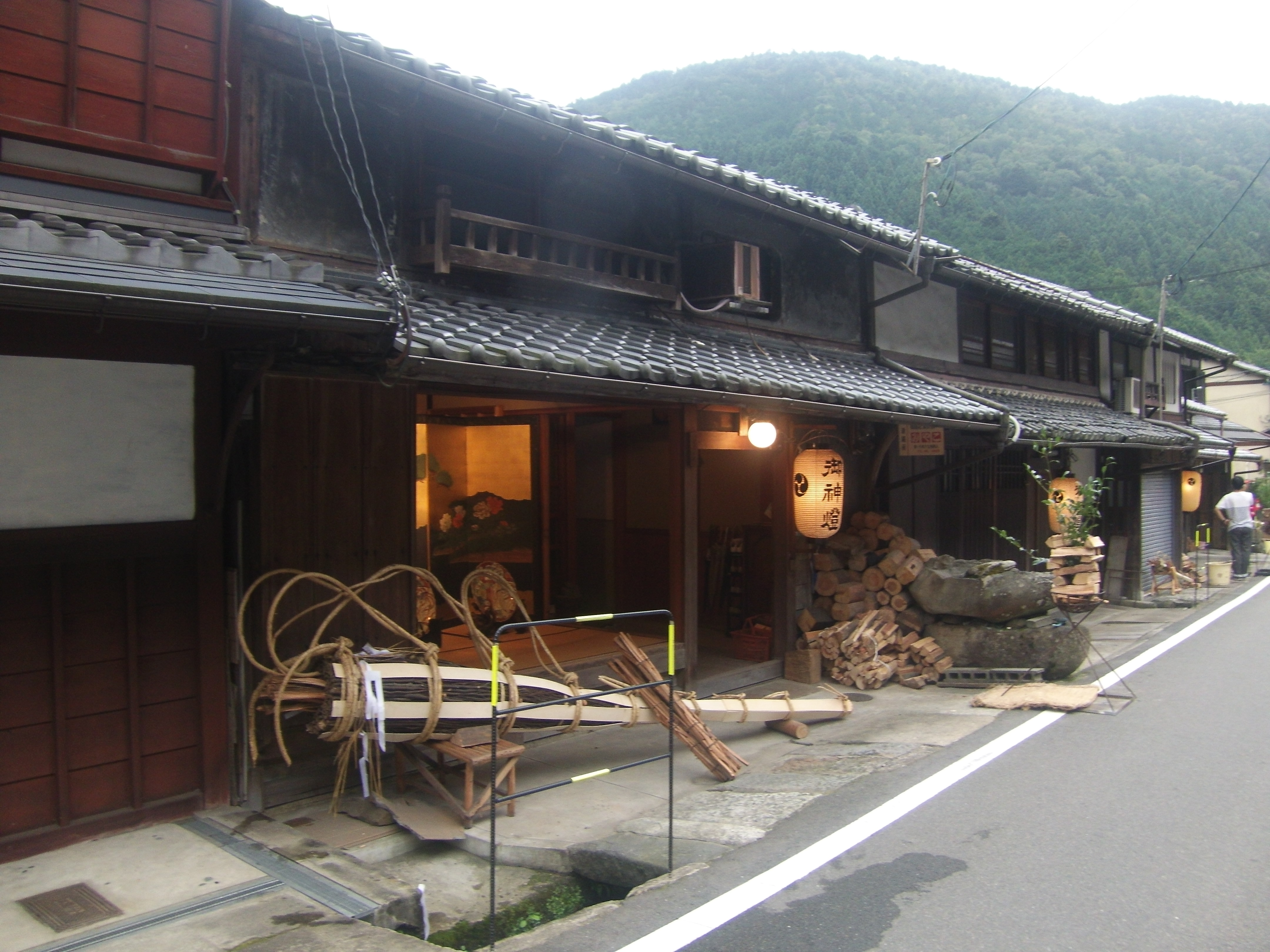
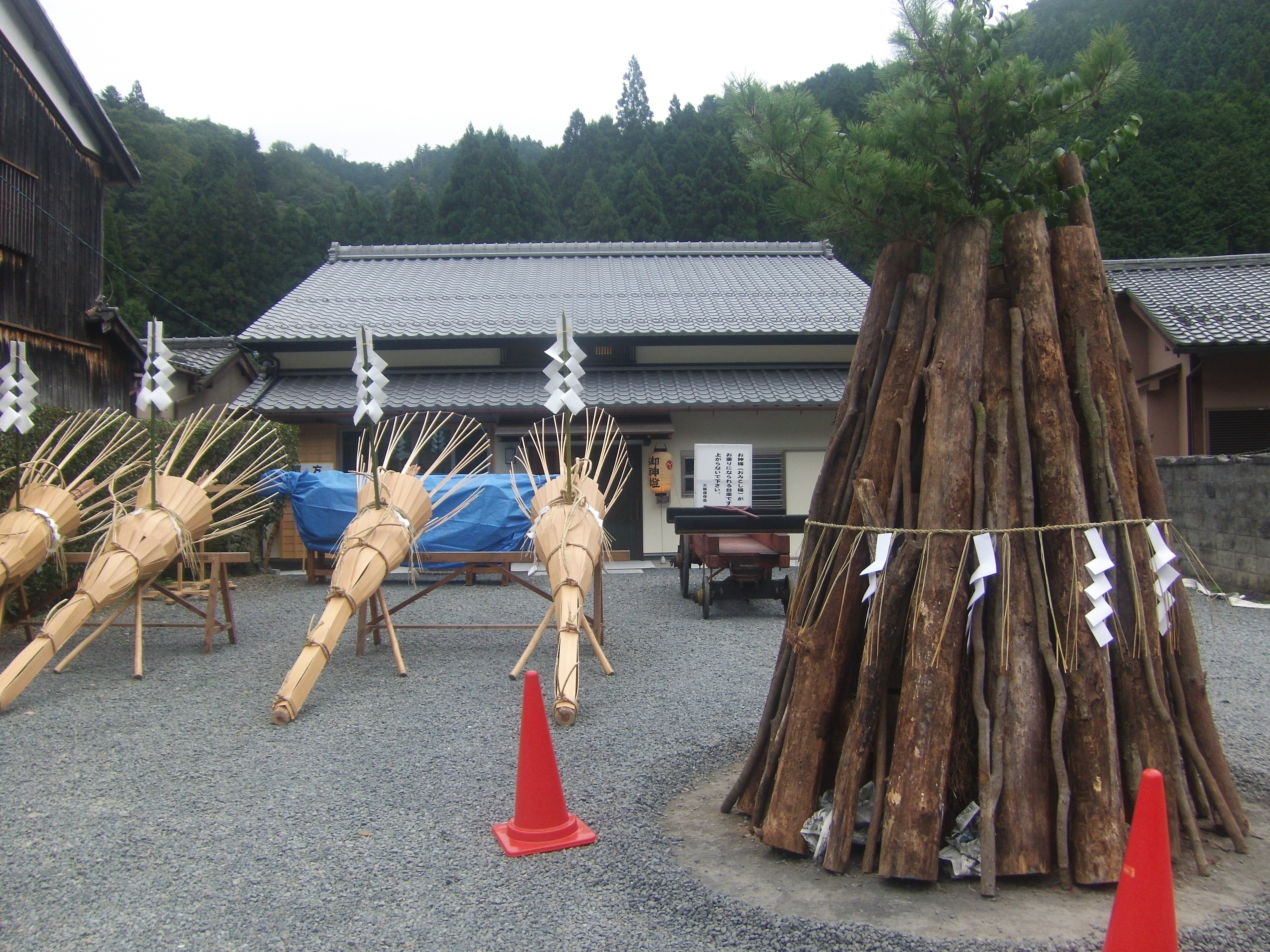

着火前の集落の様子